# Valerie Harper
Valerie Harper (Suffern, Nueva York, 22 de agosto de 1939-Los Ángeles, California, 30 de agosto de 2019) fue una actriz estadounidense. Era conocida por su trabajo en las comedias televisivas The Mary Tyler Moore Show (1970-1974), Rhoda (1974-1978) y The Hogan Family (1986-1987). Sus interpretaciones la hicieron acreedora de varios reconocimientos y galardones, entre ellos un Globo de Oro, cuatro premios Primetime Emmy y una nominación al premio Tony.

## Carrera
Harper retornó a la televisión en 1986 con una nueva comedia de situación, titulada  Valerie. Sin embargo, las disputas entre la actriz y la compañía que producía el programa (Lorimar) por la disconformidad que tenía ella con su salario, hicieron que abandonase la serie en 1987 al finalizar la segunda temporada.

## Créditos

### Televisión
- The Mary Tyler Moore Show (1970-1974)
- Thursday's Game (1974)
- Rhoda (1974-1978)
- The Muppet Show (1976)
- Night Terror (1977)
- Fun and Games (1980)
- The Shadow Box (1980)
- The Day the Loving Stopped (1981)
- Farrell for the People (1982)
- Don't Go to Sleep (1982)
- An Invasion of Privacy (1983)
- The Execution (1985)
- Valerie (desde 1986 hasta 1987)
- Strange Voices (1987)
- Drop-Out Mother (1988)
- The People Across the Lake (1988)
- City (1990) (cancelada después de 6 meses)
- Stolen: One Husband (1990)
- Perry Mason: The Case of the Fatal Fashion (1991)
- A Friend to Die For (1994)
- The Office (1995) (cancelada después de 2 meses)
- The Great Mom Swap (1995)
- Dog's Best Friend (1997) (voz)
- Sex and the City (1999) un episodio
- Mary and Rhoda (2000)
- That '70s Show episode 74 (2001)
- Dancing at the Harvest Moon (2002)

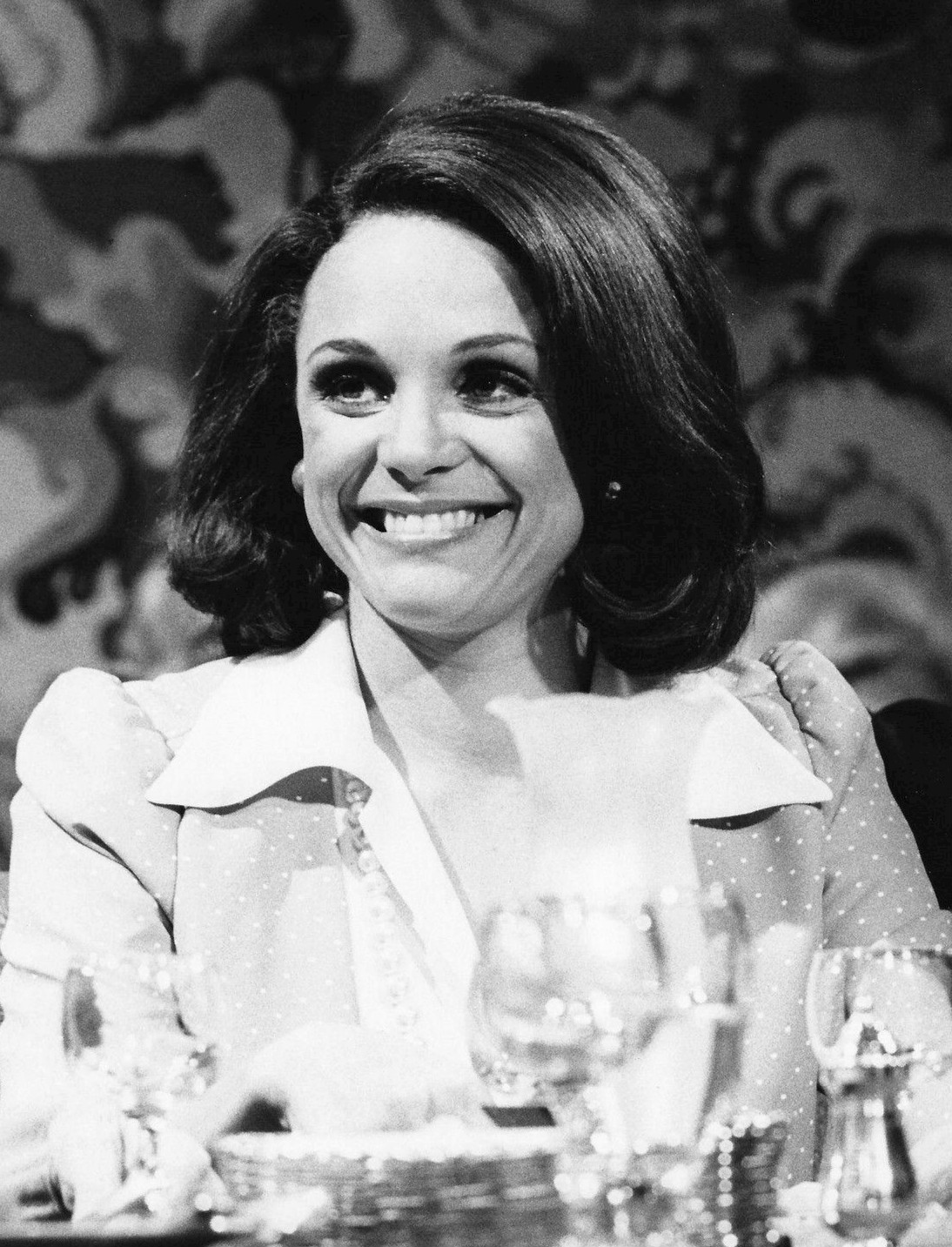
Harper en 1974

### Cine
- ¡Rock, Rock, Rock! (1956)
- Li'l Abner (1959)
- With a Feminine Touch (1969)
- Freebie and the Bean (1974)
- Chapter Two (1979)
- The Last Married Couple in America (1980)
- Blame It on Rio (1984)
- I Want Him Back! (1995)
- Marsha Hunt’s Sweet Adversity (2015)